# 窦庆
窦庆（？—610年代），扶风郡平陵县（今陕西省咸阳市秦都区）人，祖籍河南郡洛阳县（今河南省洛阳市东），隋朝官员。

## 生平
窦庆姿态形貌美丽，性情温和敦厚，非常善于草书和隶书，先是封永富郡公，官至上柱国、都督河东诸军事、河东郡太守，之后出任卫尉卿。汉王杨谅谋反后，隋炀帝认为窦庆的哥哥窦抗与杨谅合谋，将窦抗除去名籍，以窦庆袭封陈国公。大业末年，窦庆出任南郡太守，在淮南郡被贼寇卢圆月杀害。

## 墓志
窦庆墓志为贞观四年刻，贞观五年七月立

## 家庭

### 父母
- 窦荣定，隋朝上柱国、左武卫大将军、陈懿公
- 成安公主，追尊隋武元帝杨忠长女，隋文帝杨坚大姐

### 兄弟姐妹
- 窦抗，唐朝光禄大夫、左武候大将军、陈容公
- 窦宪，隋朝安康郡公
- 窦琎，唐朝右光禄大夫、将作大匠、邓安公
- 窦氏，嫁隋朝上柱国、使持节、秦州诸军事、秦州总管、潭州总管、左武卫大将军、河北郡开国公张辩
- 窦氏，嫁隋朝大将军、郑瀛二州刺史、朔夏二州总管、秦川郡开国公李绘

### 子女
- 窦智纯，唐朝蒲州刺史
- 窦智弘
- 窦智圆，唐朝开州刺史